# Jean Hyppolite
Jean Hyppolite [žán ypolit] (8. ledna 1907 Jonzac – 26. října 1968 Paříž) byl francouzský filosof, překladatel a komentátor díla G. W. F. Hegela, ředitel École normale supérieure a profesor na Collège de France.

## Život a dílo
Hyppolite se narodil v západní Francii, v malém městečku Jonzac asi 50 km severně od Bordeaux. Roku 1924 začal studovat na École normale supérieure, společně s J.-P. Sartrem, R. Aronem a dalšími. Navštěvoval také přednášky A. Kojève o Hegelovi a velmi se spřátelil s M. Merleau-Pontym. Na prestižním gymnáziu Jindřicha IV. v Paříži byli mezi jeho žáky Gilles Deleuze a Michel Foucault. Hyppolite se zabýval dějinami filosofie, hlavně Hegelem a Marxem. V letech 1939 a 1941 vyšel jeho překlad Hegelovy "Fenomenologie ducha", který ho proslavil. Po roce 1945 se stal profesorem na univerzitě ve Štrasburku a roku 1947 vydal svůj velký komentář k Hegelově Fenomenologii ducha. 1949 byl povolán na pařížskou Sorbonnu,
v letech 1954-1963 vedl École normale supérieure a v letech 1963-1968 byl profesorem na Collège de France, kde byl mezi jeho žáky Louis Althusser.